# Zelený sport
 (novembre 2023).
Zelený sport (parfois écrit en un seul mot, Zelenysport, ou abrégé en ZS dans la marque commerciale WORKS-ZS) est une entreprise de l'industrie de l'armement dont le siège social se trouve à Slatina, en république tchèque,,. La société a été fondée le 2 juin 1994,. Elle est spécialisée dans la vente d’armes d'Europe de l'Est et d’armes de surplus militaires,. Elle commercialise des armes de poing (revolvers et pistolets) et des armes d'épaule, notamment des copies de Kalachnikov AK-47 à l'import/export. Elle produit et commercialise également des munitions pour le secteur civil,.

## Armes
- pistolet automatique Astra mod.400, calibre 9 × 23 mm Largo[8]
- carabine semi-automatique Gazela modèle 58, calibre 7,62 x 39 mm[9],[10]
- carabine semi-automatique AIM-63 (AKM) calibre 7,62 x 39 mm[11]
- carabine semi-automatique M70 calibre 7,62 × 39 mm[9]
- carabine semi-automatique modèle M 77 B1 calibre .308 Winchester (7,62 x 51 mm)[12]
- carabine semi-automatique M 92 à crosse repliable, calibre 7,62 x 39 mm[13]
- carabine semi-automatique Uzi P à crosse en bois fixe, calibre 9 × 19 mm Parabellum[14]
- pistolet semi-automatique Micro Uzi S calibre 9 mm Luger[9]
- carabine semi-automatique Mini Uzi-S calibre 9 mm Luger[9]
- pistolet semi-automatique Uzi calibre 9 mm Luger[9]
- carabine semi-automatique Uzi-S calibre 9 mm Luger[9]
- carabine semi-automatique PM-63 RAK calibre 9 mm Makarov[9]
- carabine semi-automatique PPS-43 SEMI calibre 7,62 × 25 mm Tokarev[9]
- carabine semi-automatique PPSh-41 ZS[9]
- carabine semi-automatique SA 24/26 SEMI calibre 7,62 × 25 mm Tokarev[9]
- pistolet semi-automatique Skorpion-S calibre 7,65 mm Browning[9]
- carabine semi-automatique UK 59 SEMI-CZ calibre 7,62 × 54 mm R[9]
- carabine semi-automatique Works AK 47 calibre 7,62 × 39 mm[9]
- carabine semi-automatique Works AK-74 calibre 5,45 × 39 mm[9]
- carabine semi-automatique Works Galil MAR-ZS calibre .223 Remington[9]
- carabine semi-automatique Works Galil-ZS calibre .223 Remington[9]
- carabine semi-automatique Works ZS M56 calibre 7,62 × 25 mm Tokarev[9]
- carabine semi-automatique Works ZS type 63 calibre 7,62 × 39 mm[9]
- carabine semi-automatique Works ZS-DP calibre 7,62 × 54 mm R[9]
- carabine semi-automatique Works ZS-ZB 30 calibre 8 × 57 mm[9]
- carabine semi-automatique ZS AKMS calibre 7,62 × 39 mm[9]

## Munitions
Zelený sport produit des munitions des calibres suivants, qui sont homologuées par le banc d'essai de Prague (république tchèque) :
- 7,62 mm Nagant
- 7,62 x 25 mm Tokarev
- 5,45 x 39 mm
- .308 Winchester
- 7,62 x 39 mm[15]